# František Sláma (buditel)
František Sláma (3. listopadu 1850 Chotěboř – 25. dubna 1917 Brno) byl český buditel ve Slezsku, spisovatel a politik.

## Život
Byl synem kupce a obchodníka s tabákem Františka Slámy (1818–1882) a Terezie roz. Zvěřinové (1824–1902). Měl dva sourozence: Marii Schulzovou (1862–1932) a Emanuela (1876–1880). S manželkou Johannou roz. Prousovou (1870–1933) měl tři děti: JUDr. Jana Slámu (1892–1983), Františku Kšírovou (1894–1975) a MUDr. Jaromíra Slámu (1896–1943).[zdroj⁠?!]
V letech 1861–1869 studoval na gymnáziu v Německém Brodě, Praze a konečně v Prešpurku, kde také roku 1869 složil maturitu. Pak až do roku 1874 studoval právo na Budapešťské univerzitě a v letech 1875–1876 na Záhřebské univerzitě, na níž roku 1877 obdržel titul doktora práv (šlo o první promoci na této vysoké škole). Už během studií v Budapešti se zapojil do studentského spolkového a veřejného života. Psal pro opoziční list Slovenské noviny a byl dopisovatelem pražských Národních listů.
Po studiích nejprve nastoupil do státní služby v regionu Vojenské hranice. Potom působil trvale až do roku 1912 jako soudce, nejprve na Moravě a pak ve Slezsku. Vystřídal několik justičních postů, od roku 1897 pracoval na zemském soudu v Brně.
Během svého soudcovského pobytu v Těšíně v roce 1882 začal poznávat Slezsko, jeho historii a tamní lid. Sám se označoval jako zástupce českých Slezanů. Byl aktivní v českém spolkovém životě ve Slezsku. Roku 1886 vydal knihu Vlastenecké putování po Slezsku. Roku 1891 založil spolu s Františkem Stratilem v Opavě nakladatelství Slezská kronika. V jeho rámci pak vycházely četné populárně naučné publikace a lidová četba. Sám zde otiskl několik svých prací. Kromě románů a povídek o Slezsku psal také do novin jako Česká Thálie, Lumír, Hlas národa, Slovenské noviny, Národní listy a podobně. Nezapomněl ani na rodnou Chotěboř a psal články o místních ochotnících a pověstech.
Byl také politicky aktivní v mladočeské straně. Náležel do jejího umírněného křídla. Ve volbách roku 1891 se stal poslancem Říšské rady (celostátní zákonodárný sbor), kde reprezentoval městskou kurii, obvod Hradec Králové, Nové Město atd. Slib složil 13. dubna 1891. Mandát obhájil za stejnou kurii i obvod ve volbách roku 1897 i volbách roku 1901. Zvolen byl také ve volbách roku 1907, konaných již podle rovného volebního práva, tedy bez kurií. Byl nyní zvolen za český okrsek Morava 01 (služebně byl totiž opět přeložen na Moravu a díky velké reputaci získal nominaci do voleb v tomto obvodě na Brněnsku). Usedl jako hospitant do poslanecké frakce Český klub. Ve vídeňském parlamentu setrval do konce funkčního období sněmovny, tedy do roku 1911. V letech 1895–1907 zasedal taky jako poslanec Českého zemského sněmu. Byl sem zvolen za kurii venkovských obcí v obvodu Rychnov nad Kněžnou.
Na Říšské radě se profiloval jako vynikající řečník. Soustřeďoval se na národnostní tematiku, zejména v oblasti školství. Po odchodu z Říšské rady se zaměřil na národohospodářskou činnost. Patřil mezi zakladatele Moravskoslezské banky, v níž působil jako viceprezident či prezident její správní rady.
Za první světové války byl roku 1915 pro své údajně protistátní aktivity zatčen a odsouzen za velezradu k pěti letům vězení, ale po roce byl propuštěn.
Zemřel 25. dubna 1917 po operaci v Brně.

## Dílo

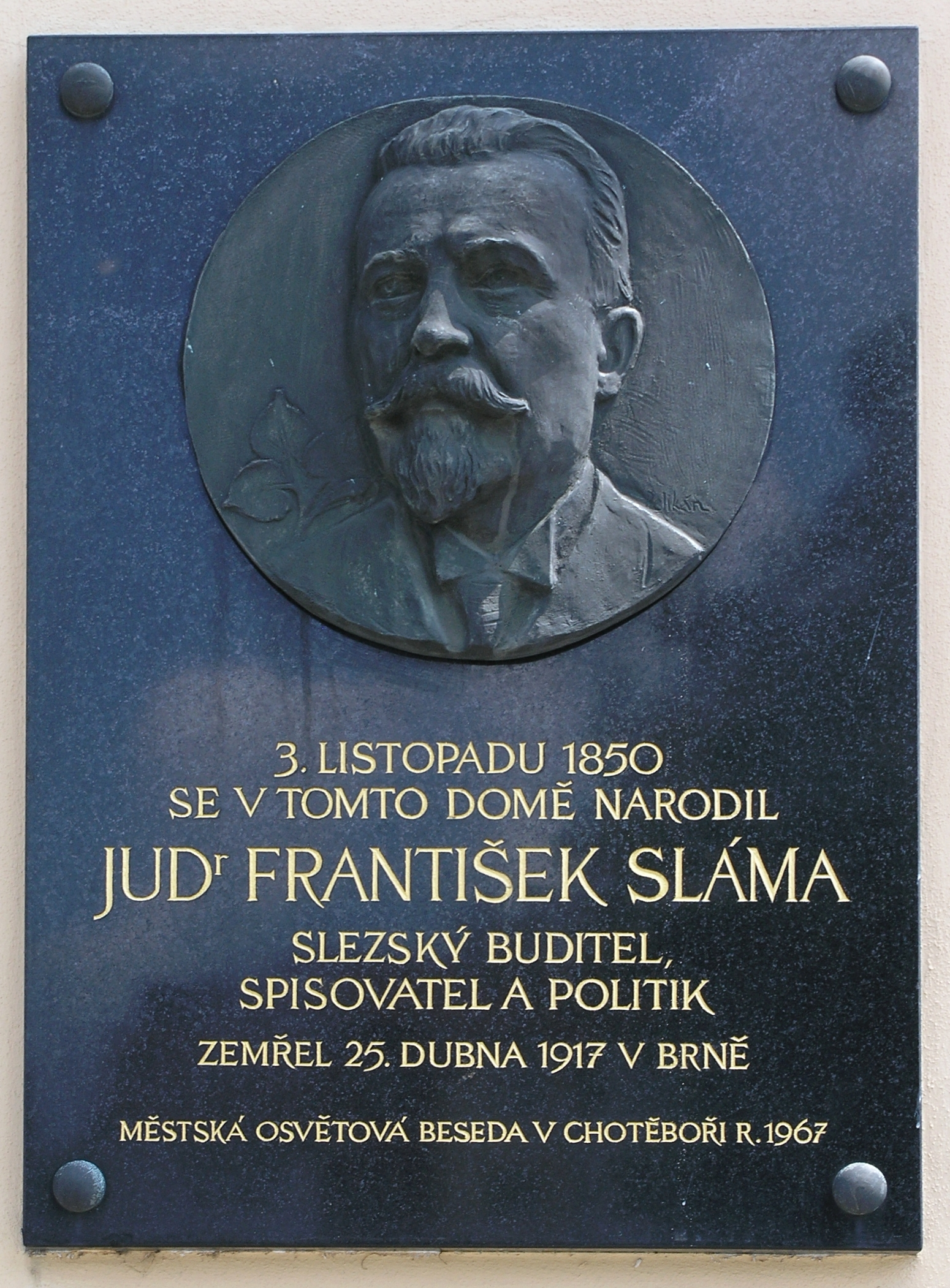
Pamětní deska na rodném domě v Chotěboři

- Mýlka v poschodí: veselohra ve třech jednáních – F. P. Komedie v komedii: veselohra v jednom jednání – Narcis Fournier; z německého překladu Friedrichem Riesem přeložila Eliška Pešková. Před snídaním: veselohra o jednom jednání – Jan Aleksander Fredro; z polštiny přeložil František Sláma — Praha: Jaroslav Pospíšil, 1870[7]
- Vlastenecké putování po Slezsku: obrazy národopisné, historické a kulturní z rakouského a pruského Slezska. Praha: Jan Otto, 1886. 584 s.[8]
- Ze zápiskův soudce – Praha: J. Otto, 1888[9]
- Dějiny Těšínska. Praha: Spolek pro vydávání laciných knih českých, 1889. 144 s.[10]
- Průvodce po Slovensku – Praha: J. Otto, 1889[11]
- U Trúby Štramberské: historický román. Opava: v. n., 1890. 252 s.[12]
- Pletky: nové zápisky soudce. Opava: Slezská kronika, 1890. 132 s.[13]
- Zvoňte na mraky: obrázky z Těšínska – Opava: Slezská kronika, 1890[14]
- Černá kněžna: historický román. Opava: Slezská kronika, 1891. 440 s.[15]
- Pán Lysé Hory: národní pověsť o Ondrášovi i Jurášovi. Opava: v. n., 1891. 330 s.[16]
- Cigán u soudu – Opava: Slezská kronika, 1891[17]
- Rytíř Kobylka. Opava: Slezská kronika, s. d. 269 s.[18]

- Slezské pohádky a pověsti. Opava: Slezská kronika, 1893. 115 s.[19]
- Z naší minulosti – Opava: Slezská kronika, 1895[20]
- Od potopy světa: goralská povídka z Těšínska – Brno: v. n., 1897[21]
- Povídky a črty z Těšínska. Svazek I., Ze zápisků soudce. Olomouc: Romuald Promberger, 1924. 303 s.[22]
- Povídky a črty z Těšínska. Svazek 2, Zvoňte na mraky a jiné črty. Olomouc: R. Promberger, 1924. 275 s.[23]